# 생방송 스포츠 와이드
생방송 스포츠 와이드는 KBS 1라디오에서 방송했던 주말 스포츠 프로그램이다.
2006년 12월 2일에 첫방송을 시작해 역대로 방송 분량과 진행자가 변경되어 방송됐으나 2013년 10월 27일 방송을 마지막으로 7년만에 폐지되었다.

## 역대 방송시간
| 방송 채널   | 방송 기간                          | 방송 시간                  |
| ----------- | ---------------------------------- | -------------------------- |
| KBS 1라디오 | 2006년 12월 1일 ~ 2010년 12월 31일 | 매일 오후 2:20 ~ 오후 2:58 |
| KBS 1라디오 | 2011년 1월 1일 ~ 2013년 10월 27일  | 매일 오후 2:10 ~ 오후 2:58 |

## 역대 진행자
- 2006년 12월 2일 ~ 2010년 12월 26일 : 원석현 아나운서
- 2011년 1월 1일 ~ 2012년 11월 4일 : 이상협 아나운서
- 2012년 11월 10일 ~ 2013년 4월 7일 : 이지연 아나운서
- 2013년 4월 13일 ~ 2013년 10월 27일 : 전주리 아나운서